# Jürgen Mayer

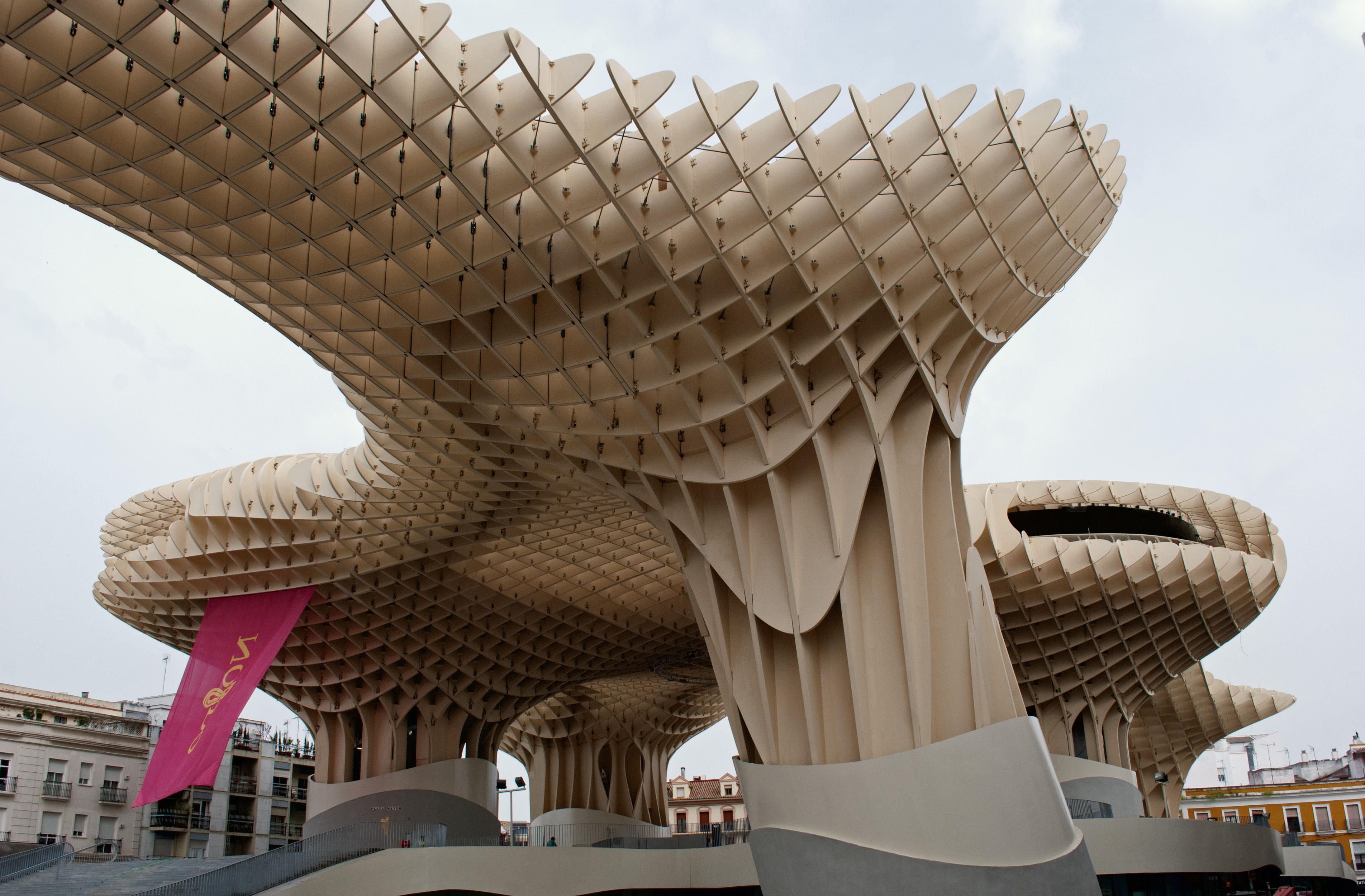
Metropol Parasol i Sevilla

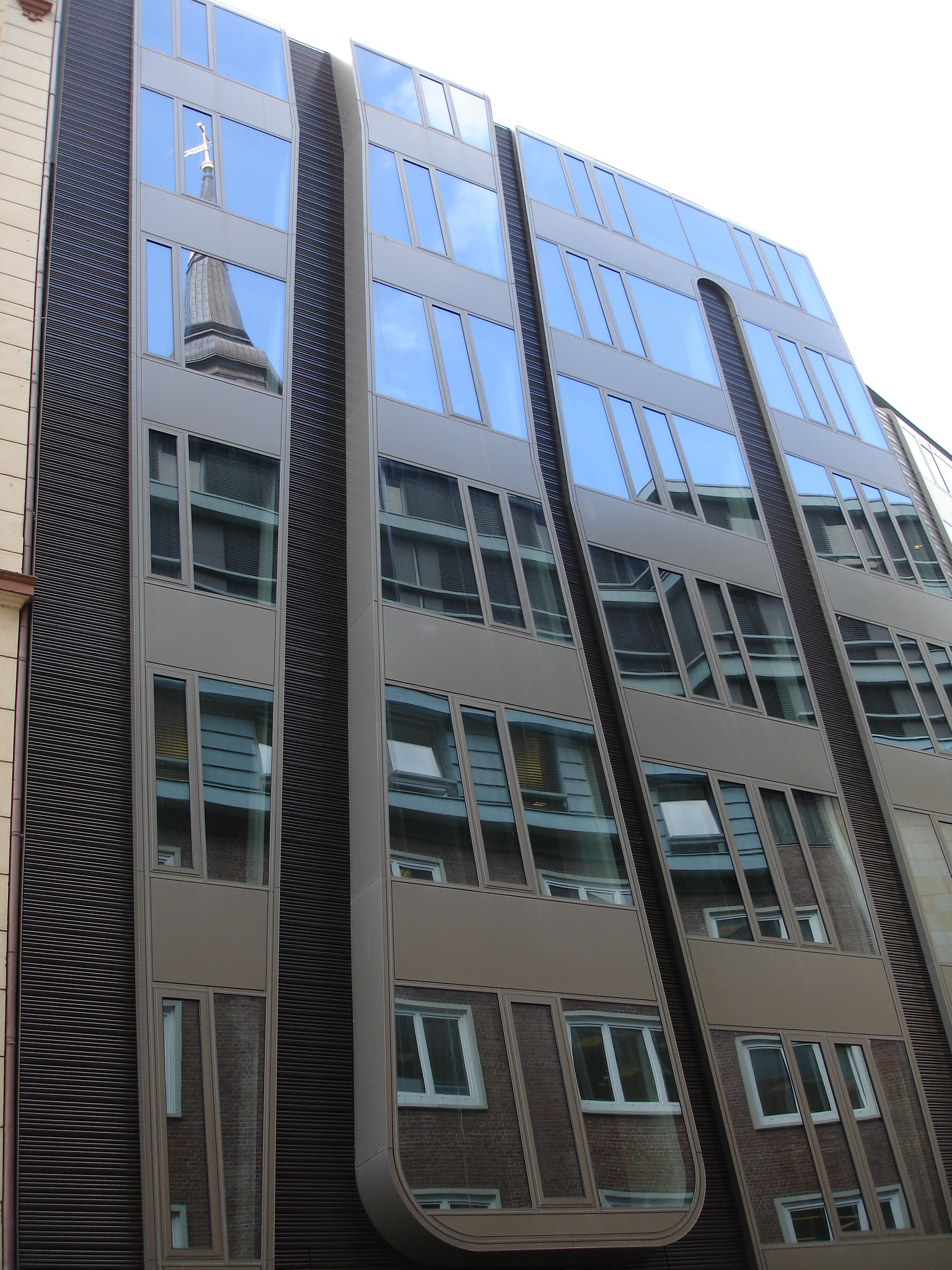
Kontorshus på Steckelhörn 11 i Hamburg-Altstadt

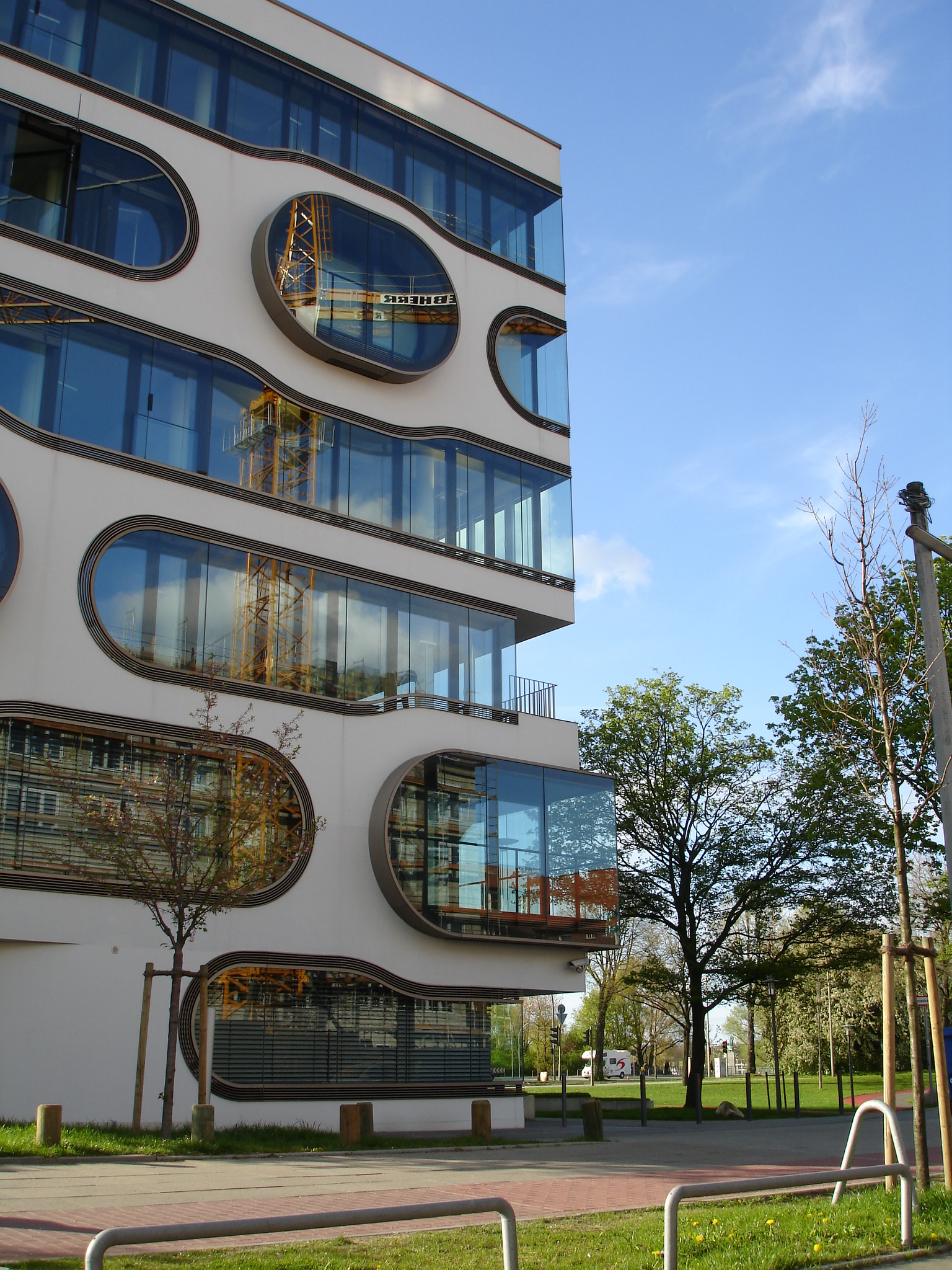
Kontoirshus på An der Alster 1 i Hamburg

Jürgen Hermann Mayer, född 30 oktober 1965, är en tysk arkitekt och bildkonstnär.
Jürgen Mayer leder arkitektkontoret  "J. Mayer H." i Berlin. Han utbildade sig på Universitetet i Stuttgart med examen 1986,  Cooper Union i New York och Princeton University 1992-94. 
Jürgen Mayer H. fick 2003 speciellt omnämnande av juryn för Europeiska unionens pris för samtidsarkitektur för Stadshuset i  Ostfildern i Tyskland.

## Verk i urval
- Stadshuset i Scharnhauser Park i Ostfildern i Tyskland, 1998
- Dupli Casa, Ludwigsburg i Tyskland, 2005
- Metropol Parasol på Plaza de la Encarnación i Sevilla i Spanien, 2006
- Kontorshus på Steckelhörn 11 i Hamburg-Altstadt
- Flygplatsbyggnad i Mestia i Georgien
- Bostadshuset JOH3 på Johannisstraße i Berlin-Mitten Mitte, 2012

## Källa
- Om Jürgen Mayer på disenoyarquitectura.net, läst 2013-01-11